# Oftalmia simpatica
L'oftalmia simpatica è un'affezione propria dell'uvea caratterizzata da infiammazione continua e devastante che provoca la perdita della visione dell'occhio. Il nome di tale patologia fa riferimento alla peculiarità di seguire sempre ad un danno traumatico dell'altro occhio: simpatico deriva dal greco sun-patesco (soffrire con).